# 南紀重国

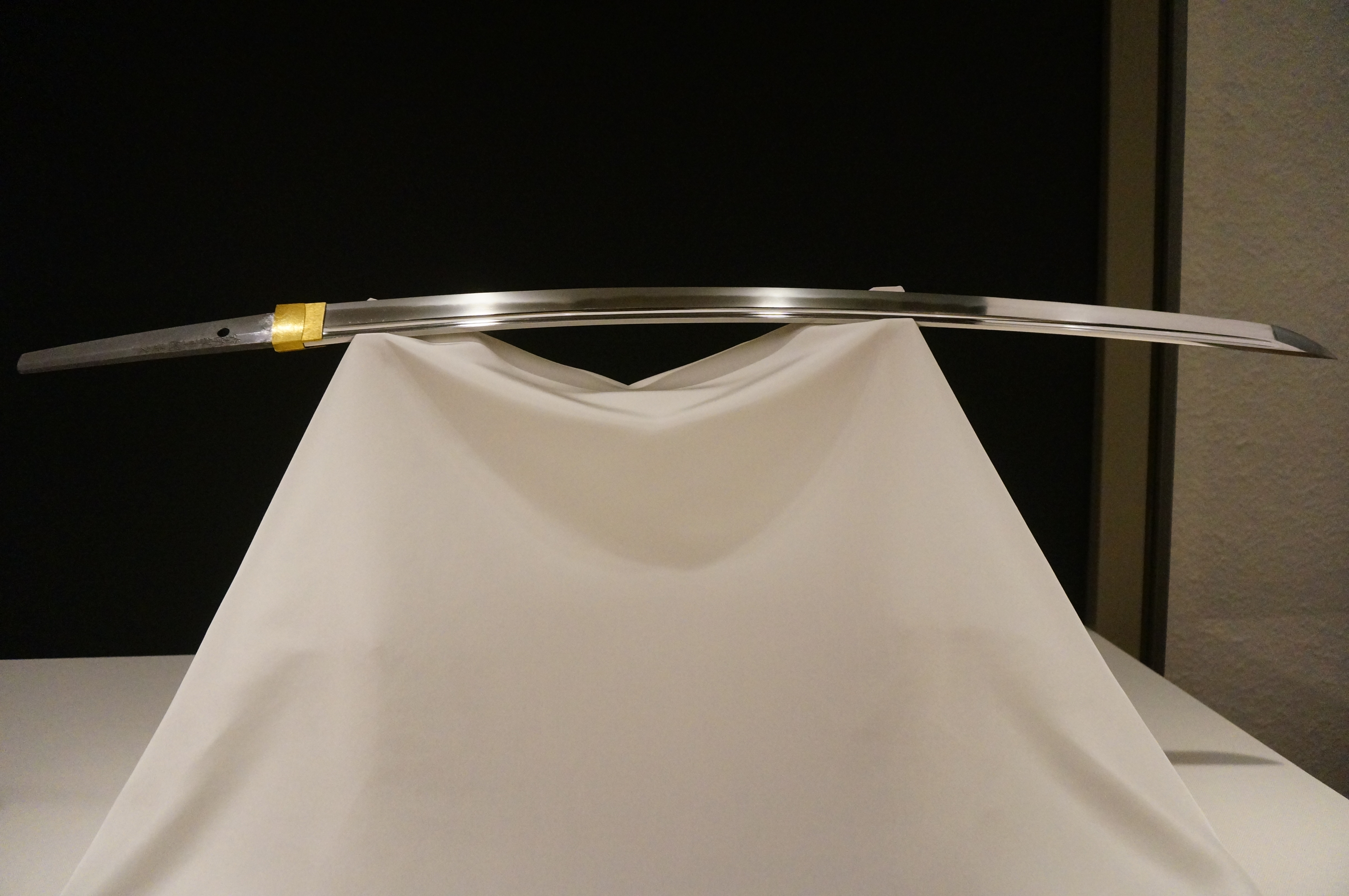
刀（初代）南紀重国、江戸時代、17世紀、文化庁蔵・東京国立博物館保管、重要文化財

南紀重国（なんき しげくに）は、江戸時代の紀州藩御抱え刀工とその一派。幕末まで11代続いた。
狭義では、初代の重国（文珠と称す・通称は九郎三郎）個人や、その製作刀を指す場合が多い。広義では、二代以降の重国や、その製作刀を含むことも多く、曖昧な呼称である。

## 初代 重国

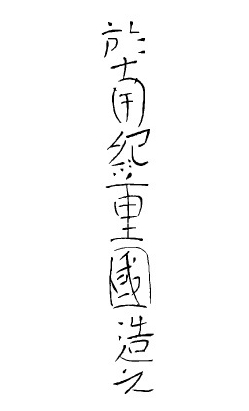
初代重国銘の書体例

大和伝手掻派の末裔であるという初代重国は、新刀期屈指の名工であったと伝えられる。本国は大和国であったが駿府の徳川家康に召されたのち、紀州徳川家の家祖徳川頼宣に従って紀州に移り、その後は十一代にわたり御抱え刀工となった。
作刀期は元和の頃が多いとされる。
大和や駿府などで製作され、その旨を切銘された刀身も現存しているが、紀州で製作され現存している刀身には「於南紀重国造之」「於南紀重国」の銘が多い。

## 二代 重国
初代重国の実子で金助（通称は四郎右衛門）
父の業績を慕ってか、製作刀の銘に「文珠」の文字を切ったものが多く、特に区別して文殊重国と呼称される。徳川頼宣の相手鍛冶を勤めたと伝えられる。
作刀期は明暦の頃が多いとされる。

## 四代 重国
将軍・徳川吉宗に江戸に召し出され浜御殿で作刀し、その技量の高さを認められ葵一葉紋を茎に刻むことを許される栄誉を受けた。（他に吉宗に葵一葉紋を許された刀工は、一平安代、主水正正清、信国重包のみ）